# Hippodámosz
Milétoszi Hippodámosz (görög: Ἱππόδαμος Μιλήσιος) (Milétosz, i. e. 498 – ?, i. e. 408) ókori építész, a leghíresebb görög várostervező, akit az "európai várostervezés atyjának" is neveznek. Ismert még matematikusként és filozófusként is.
A róla elnevezett hippodámoszi rendszer névadója.
Milétoszban született, és az i. e. 5. század első felében ott élt. 443-ban a dél-itáliai Thúriumba (Thourioi) ment.
Arisztotelész szerint ő volt az első szerző, aki a gyakorlati dolgok ismerete nélkül írt a kormányzás elméletéről.

## Várostervezés
Feltételezik, hogy ő tervezte Milétoszt, (i. e. 475-től), Pireuszt (i. e. 470 körül) és Thúriumot (Thourioi) ( i. e. 443).
Azt javasolta, hogy a város elrendezése fejezze ki a társadalmi rendet, legyen racionális és geometriailag tiszta, és alkalmazza a rácsmintát. Így a róla elnevezett hippodámoszi rendszer névadója.
Az általa tervezett városokat szabályos, egyenes utcák jellemezték.

## Filozófia
Hippodamosz nemcsak építész és várostervező volt, hanem filozófus is. A társadalmi utópiák műfaja első megalkotójának nevezik. A munkáiban megfogalmazta tervét egy ideális városállamról, amelynek lakosságát három részre kell osztani. Ennek egyik része - a katonaság - védekezéssel, a másik kettő - kézművesek és gazdálkodók - munkával foglalkozik. Csak a katonaságnak lenne joga fegyvert viselni. Egy városban tízezer embert tartott az optimális lakosságszámnak. A háromoldalú felosztás rendszere kiterjedt a termőföldekre is, köz-, templom- és magánterületek kiosztásával.
A nevéhez fűződik több, mára elveszett filozófiai értekezés is: „A politikáról”, „A jólétről” és más művek.